# 580
El 580 (DLXXX) fou un any de traspàs començat en dilluns del calendari julià.

## Esdeveniments
- Inici de la remodelació del temple visigot de Terrassa, que s'amplià (data aproximada).[cal citació]

## Naixements
Món
- Pipí de Landen o Pipí el Vell, Landen, futur majordom de palau.